# Stará sokolovna v Olomouci
Olomoucká stará sokolovna je budova v Olomouci. Nachází se na Sokolské ulici č. 7, dříve Bělidla čp. 586. Jde o původní klasicistní dům z roku 1810, upravený v roce 1834. V roce 1867 budovu zakoupila židovská komunita a vytvořila z ní židovský obecní dům s modlitebnou. V roce 1900 dům odkoupil Sokol a zřídil zde svou sokolovnu. Od roku 1918 podle ní nese celá ulice jméno, přestože spolek v roce 1925 budovu odprodal a přesunul do nové sokolovny.

## Historie

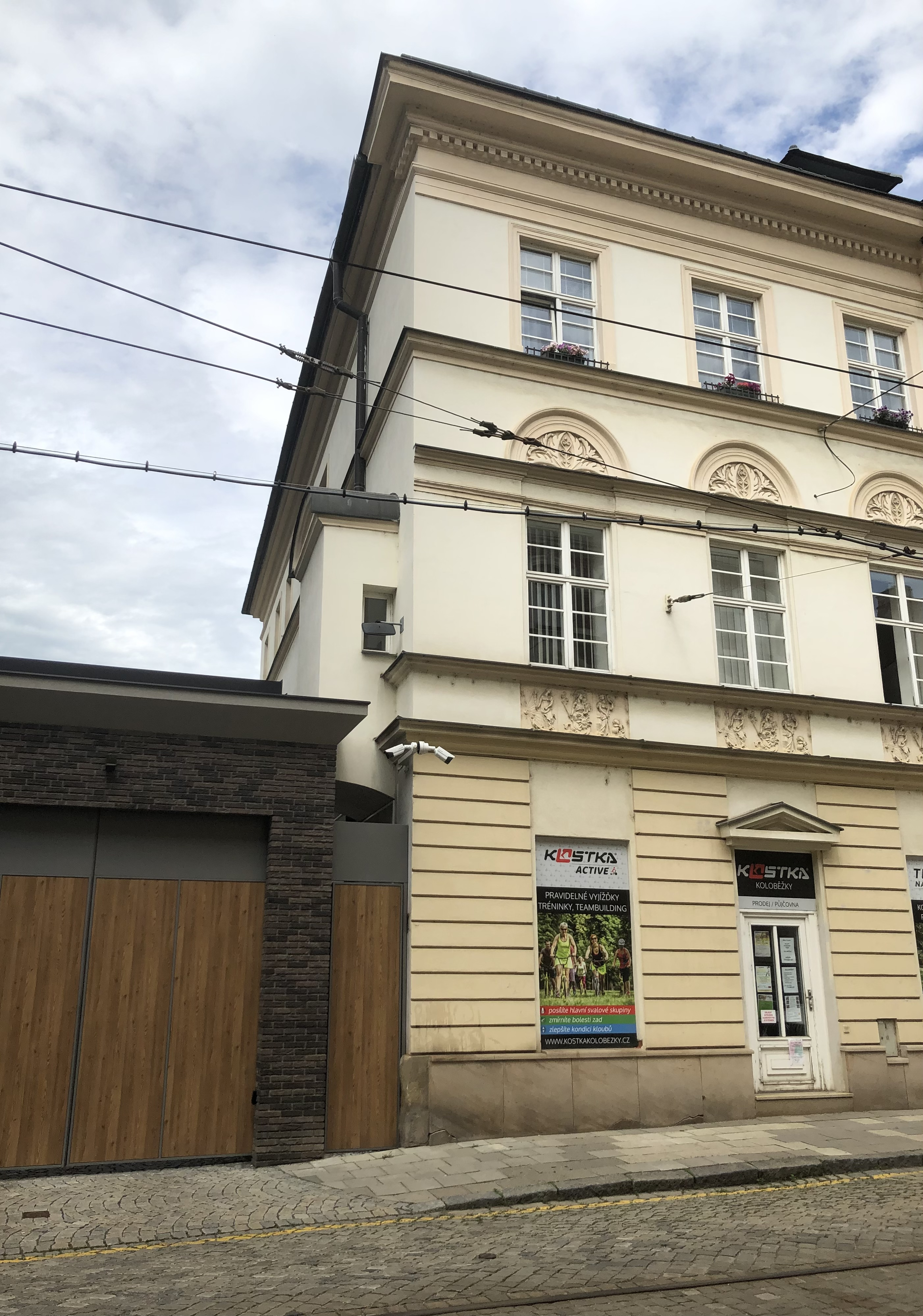
Západní strana budovy (s arkýřem)

Budova byla postavena v roce 1810 jako klasicistní, v roce 1834 pak byla dále upravena. Od roku 1863 sloužilo první patro domu jako židovská modlitebna, v roce 1867 pak židovská obec zakoupila celou budova. Až do konce 19. století ji užívala jako svůj obecní dům. V roce 1897 byla dokončena synagoga na náměstí Marie Terezie (pozdější Palachovo náměstí) a patro staré budovy přestalo sloužit jako modlitebna. Do roku 1877 ležela budova na ulici Horní Bělidla, pak došlo ke sjednocení se Středními a Dolními Bělidly a ulice se začala označovat pouze jako Bělidla.
V roce 1900 budovu zakoupila Jednota sokolská a zřídila zde svou první sokolovnu – do stavby se přesunuli z provizorní „dřevěné sokolovny“, která byla funkční v letech 1897 až 1900 a stála vedle cyklodráhy u nádraží. Budova sloužila spolku do roku 1925, kdy se začala stavět nová sokolovna na třídě Karla IV. (později třída 17. listopadu), dokončená pak v roce 1928. V březnu roku 1925 byla stará sokolovna odprodána nemocenské pokladně obchodního grémia „pro účely pokladní“. Funkce stavby se podepsala na názvu ulice, ta byla v roce 1918 přejmenována na Sokolskou. Toto označení jí vydrželo až do 21. století, s výjimkou okupačních let 1939–1945, kdy byla znovu nazývána Běličskou (Pilten).
Po prodeji sloužila bývalá sokolovna především spolku Českoslovanská obchodní beseda (ČOB), která v sále pořádala plesy. V budově však probíhaly také a hospodářské kurzy jako kurz zemědělského účetnictví. Po válce dával v sále budovy taneční hodiny přerovský taneční mistr Jan Libiger. V období socialismu sloužil dům především účelům okresního výboru Československého svazu tělesné výchovy a sportu. 18 11. 1961 bylo v budově otevřeno šachové středisko mládeže. Kromě společenských prostor se v domě nacházejí také byty, v jednom z nich bydlel redaktor Adolf Kubiš.

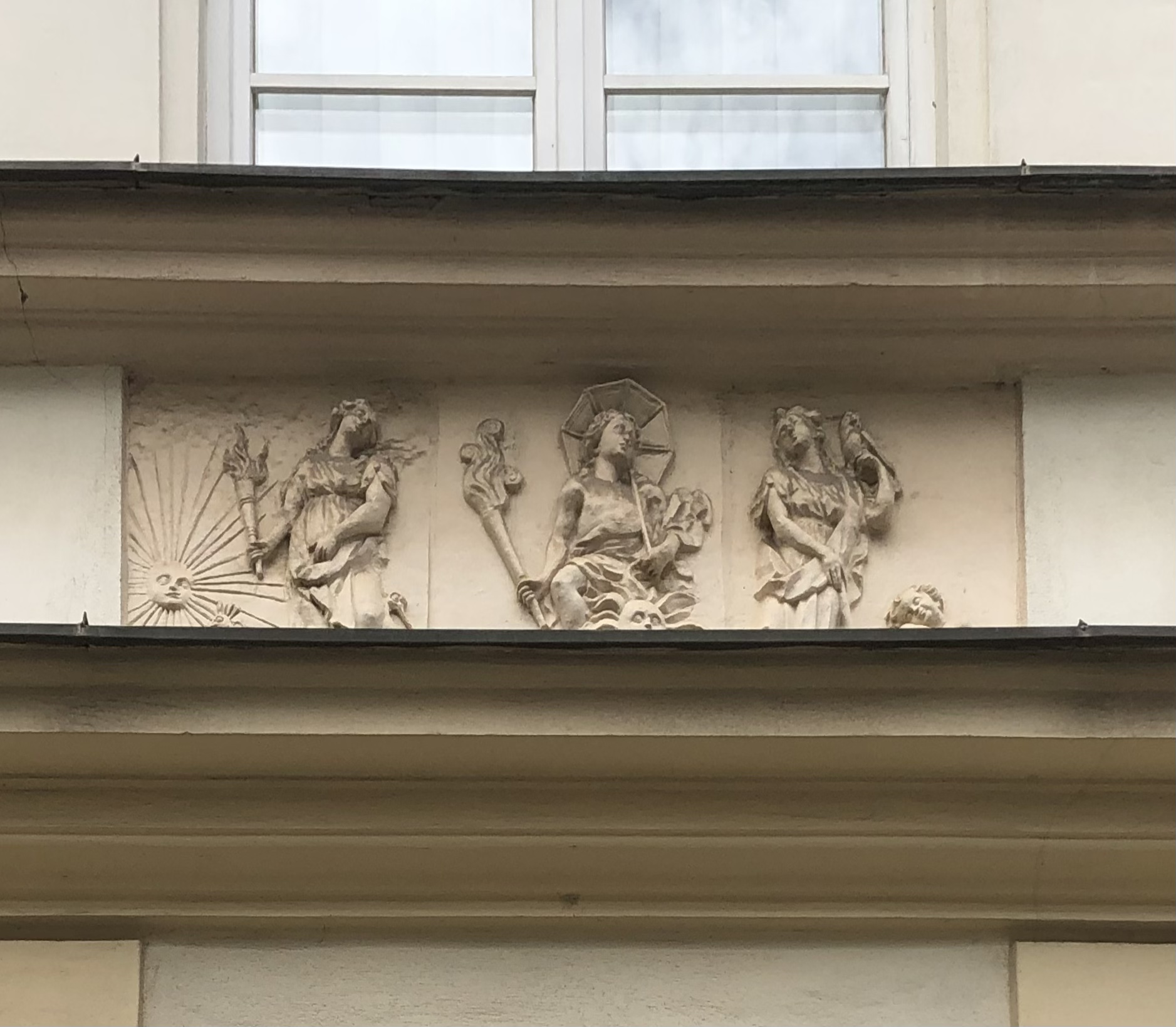
Podokenní reliéf na budově

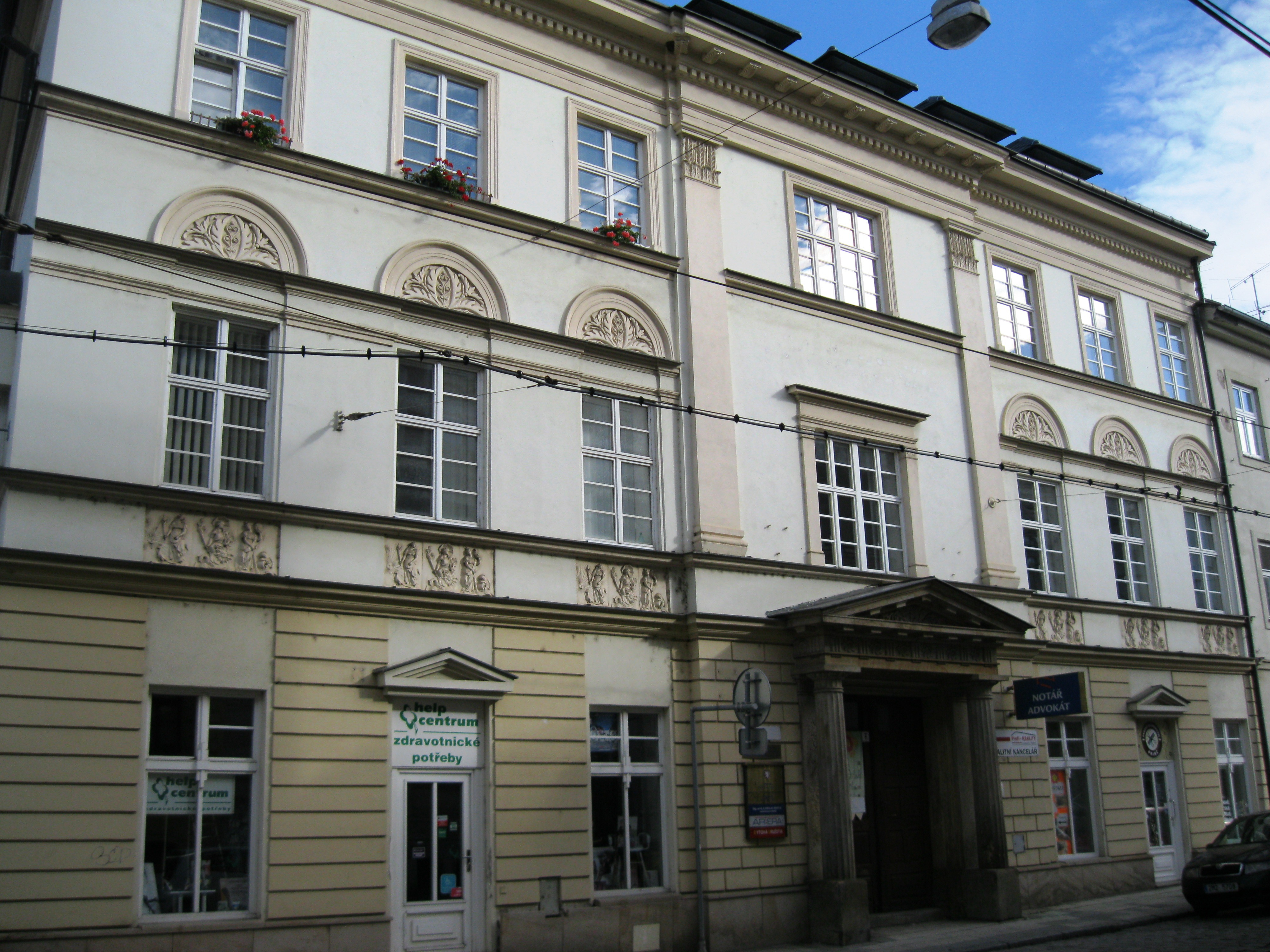
Sokolská 7 v roce 2012

Ve 21. století si v budově zřídila centrum Základní umělecká škola Campanella a Kulturní a společenské centrum ArtUm, které od roku 2015 pořádá v prostorách budovy koncerty, výstavy, divadelní představení a workshopy. V bývalé sokolovně sídlí také kavárna Déjàvu. Historický interiér sálu byl rekonstruován, zachována byla dubová podlaha a štukové omítky, nově bylo instalováno osvětlení, jeviště, zrcadlová stěna a závěsy.

## Vzhled
Dům byl naposledy výrazněji přestavěn v roce 1834. Zachovalo původní průčelí. Na konci 19. století byl ještě upraven, patrně architektem Jakobem Gartnerem. Budova má tři podlaží. Její průčelí je vyzdobeno antikizujícím portálem a šesti shodnými podokenními reliéfy, každý z nich zobrazuje tři postavy, údajně biblické. Na boční štít navazuje arkýř, u kterého je možné, že sloužil k uložení tóry, avšak vzhledem k orientaci na západ to není pravděpodobné.